# 비궁
비궁(匕弓)은 한국의 국방과학연구소와 LIG넥스원이 개발한 적외선 액티브 유도방식의 70mm 지대함 로켓이다. 개발 당시에는 로거(LOGIR, Low-Cost Guided Imaging Rocket) 또는 메두사라고도 불렀다. 비궁(匕弓)이란 '날카로운 화살'이란 의미이다. 개발비는 600억원이 들었으며, 2010년 6월 시험발사에 성공했다. 2016년 양산이 시작되어 2017년부터 해병대에 배치되기 시작했다. 수출용 명칭은 Poniard로 알려져있다.

## 역사
유사한 성능의, 미국과 영국이 공동개발중인 APKWS는 헬파이어 주니어로 불린다. 로거는 다른 제품들이 모두 레이저 유도를 사용하는데 비해, 더 저렴한 적외선 영상인식 유도 방식을 사용한다.
KA-1에 장착해 북한이 대량으로 보유한 고속정과 공기부양상륙정을 공격한다. 원래 이 임무는 2009년 3월 주한미군의 AH-64D 아파치 1개 대대가 맡았었다.
2009년 한국 국방과학연구소가 미국 해군항공무기연구소(NAWCWD)와 사업협정서를 체결, 한국이 유도조종장치와 구동장치, 탄두신관 연결장치, 노즐조립체를, 미국이 탐색기를 연구하기로 했다.
북한은 백령도와 연평도에 가까운 해군기지에 50명이 탑승하는 공방Ⅱ(35톤), 40명이 탑승하는 공방Ⅲ(20톤) 공기부양정을 배치했다. 이들은 시속 96 km의 고속으로 이동해 특수부대를 상륙시킬 수 있다.
메두사는 사거리 5 km, 마하 2의 속도에, 기존의 중고 70 mm 무유도 로켓(히드라 70)에 유도부분만 새로 부착해사용하기 때문에, 단가가 수천만원대로, 2억 원 정도인 헬파이어 미사일 보다 매우 저렴하다. 그러나 1만 달러라는 APKWS 보다는 비싸다.
기존 헬기의 히드라 70 발사대를 그대로 이용할 수 있다. 대한민국 육군은 AH-1S 코브라 70여대와 500MD 250여대가 히드라 70을 사용하고 있다.

## 가격
2억원 하는 헬파이어 미사일의 30% 수준이라고 보도되었다. 발당 6천만원으로 추정된다.

## 차량형
LIG넥스원이 생산하는 비궁은 다표적에 대한 동시 대응이 가능하고, 차량탑재형으로 기동성이 뛰어난 게 특징이다. 이뿐 아니라 표적탐지/발사통제 장치가 한 차량에 탑재돼 단독작전이 가능하다는 장점을 가지고 있다. 2018년 연평도 등에 우선 배치될 계획이다.
차량에 탑재된 2개의 발사 장치에서 한꺼번에 40발의 비궁이 발사된다. 최대 8 km 밖에서 고속으로 상륙작전을 시도하는 북한의 공기부양정을 명중시킬 수 있다.
2010년 11월 23일, 연평도 포격 직후 이명박 대통령은 "서북도서에 세계 최강의 무기를 도입하라"고 지시했다. 이에 따라 해병대의 해안포는 최근 ‘비궁’이라는 신형 유도로켓으로 교체되고 있다. 비궁은 해병대가 연구개발에 참여하고 독자적으로 운용하는 최초의 무기체계다. 그동안 해병대는 6·25 전쟁때 쓰던 전차의 포탑을 떼내 개조한 것을 해안포로 사용하고 있었다.
해안에 설치된 해안포는 자동조준장치 없이 병사 수명이 달라붙어 수동으로 톱니바퀴를 돌려 조준을 하는 방식으로, 고속으로 상륙을 시도하는 북한 공기부양정에 대한 대응이 사실상 어려웠다.
그래서 연평도에 이 비궁 차량형을 배치하였다. 싼 가격에 아주 뛰어난 명중률을 가지고 있어 전쟁 발발시 상륙하려 하는 북한의 공기부양정을 효과적으로 제압할 수 있을 것이다.
2015년 5월 13일, 오후 9시부터 10시 25분까지 북한이 백령도와 연평도 인근의 서해 북방한계선(NLL) 이북 지역에서 함포와 해안포 130여 발을 발사했다. 김민석 국방부 대변인은 "북한이 야간에도 사격을 할 수 있다고 하는 과시"이며, "야간 포사격은 드문 일이고 기록에 없는 수준"이라고 말했다. GDP가 80배인 한국의 연평도 해병대의 해안포도, 한국전쟁 때 사용하던 전차의 포탑을 떼어낸 것으로서, 야간 사격 기능이 없다.
2015년 5월 25일, 연평도에서 불과 4.5 km 북쪽에 위치한 갈도에, 북한이 사거리 20 km의 122 mm 방사포 진지를 구축했다. 북한은 소련제 BM-11에 '1973년식 122mm 30관 방사포'라고 이름을 붙였고, '1990년식 122mm 40관 방사포(M-1992)' 개발에 참고했다.
미국 국방정보국(DIA) 정보분석관을 지낸 브루스 벡톨 앤젤로주립대 교수는 시리아 내전에서 시리아 정부군이 화학무기 공격에 사용한 가장 효과적인 무기가 북한제 122mm 방사포인 것으로 확인됐다고 말했다. 122mm 방사포는 북한이 2010년 연평도 포격에 사용했다고 말했다.

## 라핫
이스라엘의 LAHAT 미사일은 무게 13 kg인 레이저 유도 대전차 미사일이다. 무게 7 kg인 히드라 70 보다는 무겁지만, 탄두중량은 히드라와 동일한 4.5 kg이다. 로거는 히드라와 탄두중량이 같다고 알려져 있기에, 라핫, 로거, 히드라는 서로 유사한 로켓이다. 라핫은 전차의 105 mm, 120 mm 주포에서도 발사할 수 있으며, CEP 0.7 m에 800 mm 장갑을 뚫을 수 있다.

## LMM
프랑스 탈레스 그룹의 LMM은 이스라엘 라핫과 동일한 무게 13 kg인 레이저 유도 대전차 미사일이다. 역시 히드라, 로거와 동일한 탄두중량이다. 한국이 도입하기로 한 와일드캣 헬기에 장착될 것인데, 한국이 도입키로 했다는 보도는 없었다.

## 무인기
한국은 미국의 MQ-9 리퍼와 동일한 무게 5톤인 한국형 중고도 무인기를 개발중이다. 미국의 무인기에는 무게 50 kg인 헬파이어 대전차 미사일을 탑재하는데, 너무 무거워서, 소형인 무게 20 kg의 그리핀 미사일을 장착할 계획이다. 무게 20 kg는 토우 미사일, 재블린 미사일 등 보병이 휴대하는 대전차 미사일의 무게이다.
로거는 무게 20 kg인 그리핀 미사일 보다 가벼워서, 한국의 무인기에도 장착될 수 있다. 한국형 중고도 무인기와 무게가 동일한 미국의 MQ-9 리퍼는 무게 50 kg인 헬파이어 14발을 장착하므로, 10 kg 정도에 불과한 로거는 수십발을 장착할 수 있다.

## 같이 보기
- 130mm 유도로켓
- AGM-114 헬파이어 - 레이저 세미액티브 유도
- KA-1
- GATR - 미국과 이스라엘이 공동개발중인 메두사. 레이저 세미액티브 유도
- DAGR - 미국 록히드 마틴이 개발중인 메두사. 레이저 세미액티브 유도
- APKWS - 영국 BAE와 미국 제네럴 다이내믹스가 개발중인 메두사. 레이저 세미액티브 유도
- CIRIT - 터키가 개발완료한 메두사. 2011년 양산 시작. 레이저 세미액티브 유도
- 파이로스 미사일